# Винокуров, Сергей Владимирович
Серге́й Владими́рович Виноку́ров (род. 7 июля 1963, Ветлуга, СССР) — советский и российский режиссёр и сценарист документального и художественного кино. Наиболее известен как создатель картины «Упырь» (1997).

## Биография
Сергей Винокуров родился 7 июля 1963 года в городе Ветлуге Горьковской области. В 1986 году окончил Московский государственный технический университет имени Н. Э. Баумана. В 1988—1989 годах учился в киношколе Александра Сокурова.
В киношколе Александра Сокурова молодой режиссёр снял на студии «Леннаучфильм» дебютную работу — экспериментальный короткометражный фильм «По местному времени» (1989), в котором передал атмосферу Ленинграда без использования синхронов. К 1990 году Винокуров выступил режиссёром и одним из авторов сценария (совместно с Юрием Арабовым) игрового фильма «История одной провокации», воссоздающей эксперссионистический кошмар, в котором страх заставляет реальность искажаться по законам, предписывающие подсознанием. Вместе с работой Андрея Чёрных «Фа-минор» (1989) этот фильм вошёл в альманах «Чёрных и Винокуров».
В дальнейшем Сергей Винокуров работал в основном в документальном кинематографе. Лента «Утром шёл снег» (1993), состоявшая из пяти новелл, сложившихся в сбивчивую, обрывочную и настраивающуюся мелодию времени начала девяностых, получила приз международного экуменического жюри кинофестиваля «Послание к человеку» (Санкт-Петербург, 1994). В фильме «Стоянка» (1994) Винокуров рассказывал о бывшем стороже, который на свой страх и риск пустился в свободный бизнес.
Широкую известность Сергей Винокуров приобрёл благодаря остросюжетному фильму «Упырь» (1997) о хладнокровном истребителе вампиров (Алексей Серебряков). Как вспоминал Винокуров, идея этого фильма возникла в ходе телефонного разговора с Сергеем Добротворским (1959—1997), который сказал: «Я хочу, чтобы ты снял мой сценарий». Съёмки велись в жёстких условиях и малобюджетном режиме, что потребовало от режиссёра максимального профессионализма.
Вячеслав Басков в рецензии, опубликованной в газете «Культура» писал: «Если бы авторы фильма дали повод говорить о правдоподобии этих персонажей, то осталось бы только сказать, что режиссёр ничего не смыслит в специфике работы нашей, не самой лучшей в мире милиции. […] Конечно, в кино ничему нельзя верить, но это не значит, что на белой простыне режиссёру можно показывать всё-всё-всё. Особенно, если режиссёр шибко умнее своих зрителей».
Обозревательница газеты «Коммерсантъ» Лидия Маслова в статье о фестивале «Новое российское кино — фильмы киностудии имени Горького» связала успех «Упыря» с тем, что тему относительности добра и зла он раскрывает в популярной форме, а также с исполнителем главной роли Алексеем Серебряковым, который просто ходит с непроницаемым видом и в танцевальном ритме уничтожает вампиров.
Киновед Игорь Манцов в журнале «Искусство кино», анализируя фильмы, снятые в рамках «Малобюджетного проекта Киностудии Горького», писал по поводу «Упыря»: «По сути это констатация того, что полноценное жанровое кино западного образца на сегодняшней российской территории невозможно. Закон визуального тождества явлен буквальным образом! В одном из последних интервью покойный С. Добротворский сетовал на то, что наше кино не в силах „сфотографировать идею“. Похоже, в данном случае задача выполнена с чрезмерностью тавтологии».
Кинокритик Инна Васильева, анализируя творчество Винокурова, отмечает, что в его городских новеллах невзрачные фактуры быта и времени оказываются одушевленными и неповторимыми благодаря печальному и внимательному взгляду камеры. По её утверждению, режиссёр больше всего предпочитает чёрно-белую, чуть размытую картинку, способную «вырвать реальность из сиюминутного плена»:
Формой становится запечатлённый на киноплёнке фрагмент чьей-то жизни — у С. В. [Сергея Винокурова] всегда разомкнутый, незавершённый. Пространство недосказанного принципиально для его фильмов, которые лишь намекают на целое, мерцающее за частностью, но отнюдь на него не претендуют.Инна Васильева
В это же время она пишет, что сочетанием безысходности и вечного поступательного движения жизни фильмы напоминают лёгкие дневниковые заметки на полях основа текста — кино и времени.

## Избранная фильмография

### Режиссёр
- 1989 — По местному времени (документальный)
- 1990 — История одной провокации (короткометражный)
- 1990 — Модель (документальный)
- 1991 — Она и город (документальный)
- 1993 — Похороны Ленина (документальный)
- 1993 — Утром шёл снег (документальный)
- 1994 — Стоянка (документальный)
- 1995 — Вечный огонь (документальный)
- 1997 — Упырь
- 2005 — Братва (2005, телесериал)
- 2006 — Терминал (телесериал)
- 2006 — Голландский пассаж (телесериал)
- 2007 — Расплата (телесериал)
- 2008 — Августейший посол (телесериал)
- 2009 — Смерть Вазир-Мухтара (телесериал)
- 2014 — Храни её любовь (телесериал)
- 2019 — Проспект обороны (телесериал)
- 2021 — Легенда Дальнего Востока (документальный)

## Фестивали и награды
- 1994 — Кинофестиваль «Послание к человеку» в Санкт-Петербурге — Приз международного экуменического жюри (за фильм «Утром снег шёл»).